# Thurles

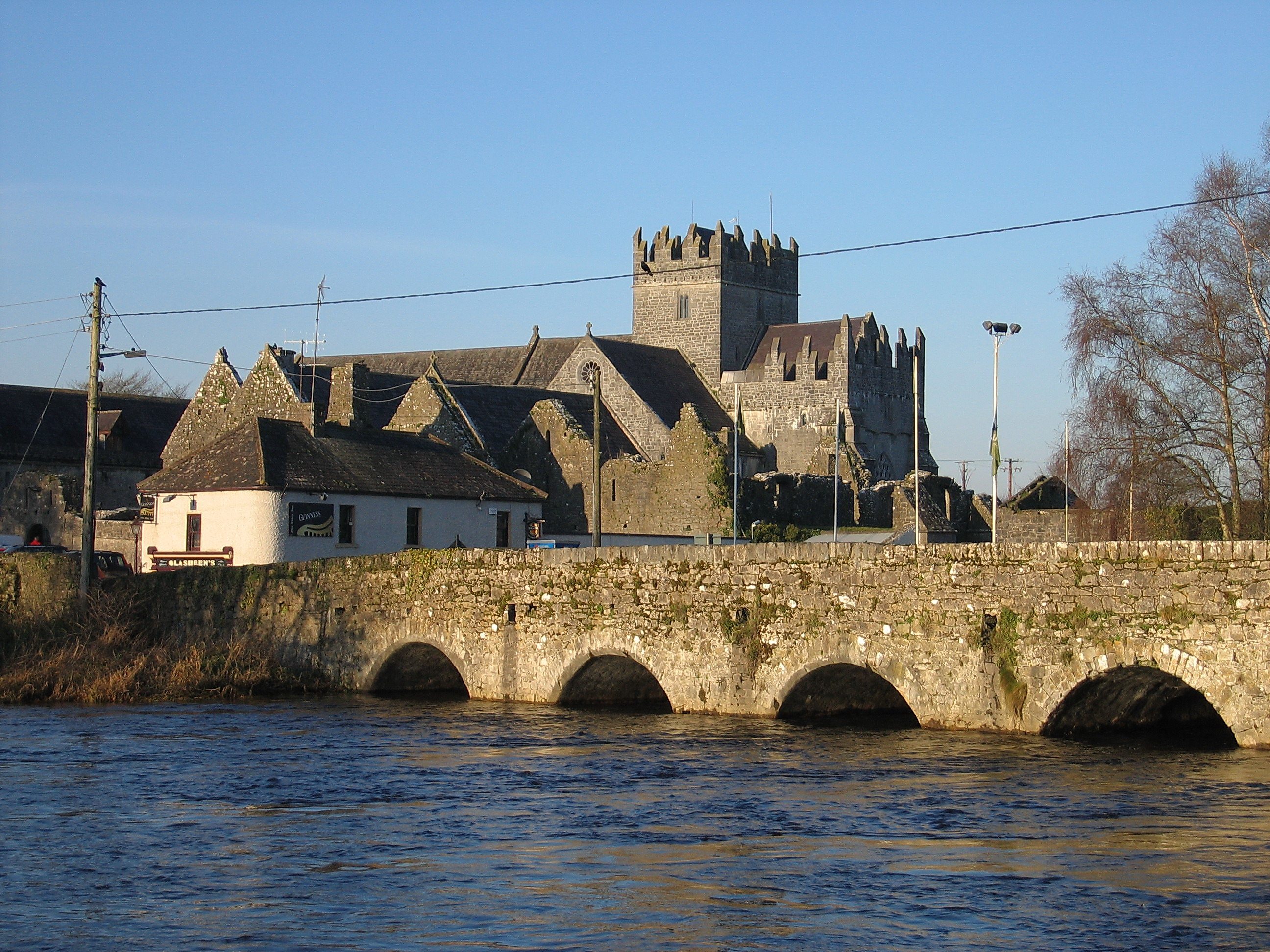
Opatství sv. Kříže při řece Suir

Thurles (irsky Dúrlas Éile) je irské město na severu hrabství Tipperary. Žije zde přibližně 6800 obyvatel.
Ve městě byl roku 1884 založen Keltský atletický svaz (Gaelic Athletic Association) a je zde jeden z největších irských stadionů (určený k hurlingu). Thurles je také sídlem římskokatolického arcibiskupství Cashel a Emly.
V blízkém okolí se nacházejí památkově chráněné pozůstatky někdejšího cisterciáckého opatství svatého Kříže (Holy Cross Abbey).